# Distant Voices, Still Lives
Pour plus de détails, voir Fiche technique et Distribution.
Distant Voices, Still Lives est un film britannique réalisé par Terence Davies sorti en 1988.

## Fiche technique
- Titre français : Distant Voices, Still Lives
- Réalisation et scénario : Terence Davies
- Pays d'origine : Royaume-Uni
- Format : Couleurs - 35 mm - 2,35:1 - Dolby
- Genre : drame
- Durée : 85 minutes
- Date de sortie : 1988

## Distribution
- Freda Dowie : mère
- Pete Postlethwaite : père
- Angela Walsh : Eileen
- Dean Williams : Tony
- Lorraine Ashbourne : Maisie
- Sally Davies : Eileen enfant
- Nathan Walsh : Tony enfant
- Susan Flanagan : Maisie enfant

## Distinctions
- Léopard d'or au Locarno Festival 1988
- Prix FIPRESCI au Festival de Cannes 1988
- Grand Prix de l’Union de la critique de cinéma (UCC)
- Nommé pour le César du meilleur film de l'Europe communautaire à la 14ecérémonie des Césars en 1989